# Supercopa Turca de Voleibol Feminino de 2023
A Supercopa Turca de Voleibol Feminino de 2023, oficialmente 2023 AXA Sigorta Kadınlar Şampiyonlar Kupası por motivos de patrocínio, foi a 14.ª edição desta competição organizada pela Federação Turca de Voleibol (FTV). Participaram do torneio duas equipes, os campeões da Liga A Turca e da Copa da Turquia.
A equipe do VakıfBank superou o Fenerbahçe Opet e faturou o quinto título da Supercopa Turca de sua história. A oposta norte-americana Jordan Thompson, que anotou 29 pontos, foi eleita a melhor jogadora da competição.

## Sistema de disputa
A competição foi disputada em um jogo único.

## Equipes participantes
Equipes que disputaram a Supercopa Turca de 2023:
| Equipe          | Cidade   | Qualificação                          | Última participação |
| --------------- | -------- | ------------------------------------- | ------------------- |
| Fenerbahçe Opet | Istambul | Campeão da Liga A Turca de 2022–23    | 2022                |
| VakıfBank       | Istambul | Campeão da Copa da Turquia de 2022–23 | 2022                |

## Resultado
| 11 de outubro 19:00 Relatório | Fenerbahçe Opet | 2 — 3                         | VakıfBank      | Burhan Felek Kubbe Salon, Istambul Público: 5 000 |
| 11 de outubro 19:00 Relatório | 25 22 25 23 12  | Set 1 Set 2 Set 3 Set 4 Set 5 | 23 25 22 25 15 | Burhan Felek Kubbe Salon, Istambul Público: 5 000 |

## Premiação
| Supercopa Turca de 2023        |
| Turquia                        |
| ------------------------------ |
| VakıfBank Campeão (5.º título) |